# 加 (流山市)

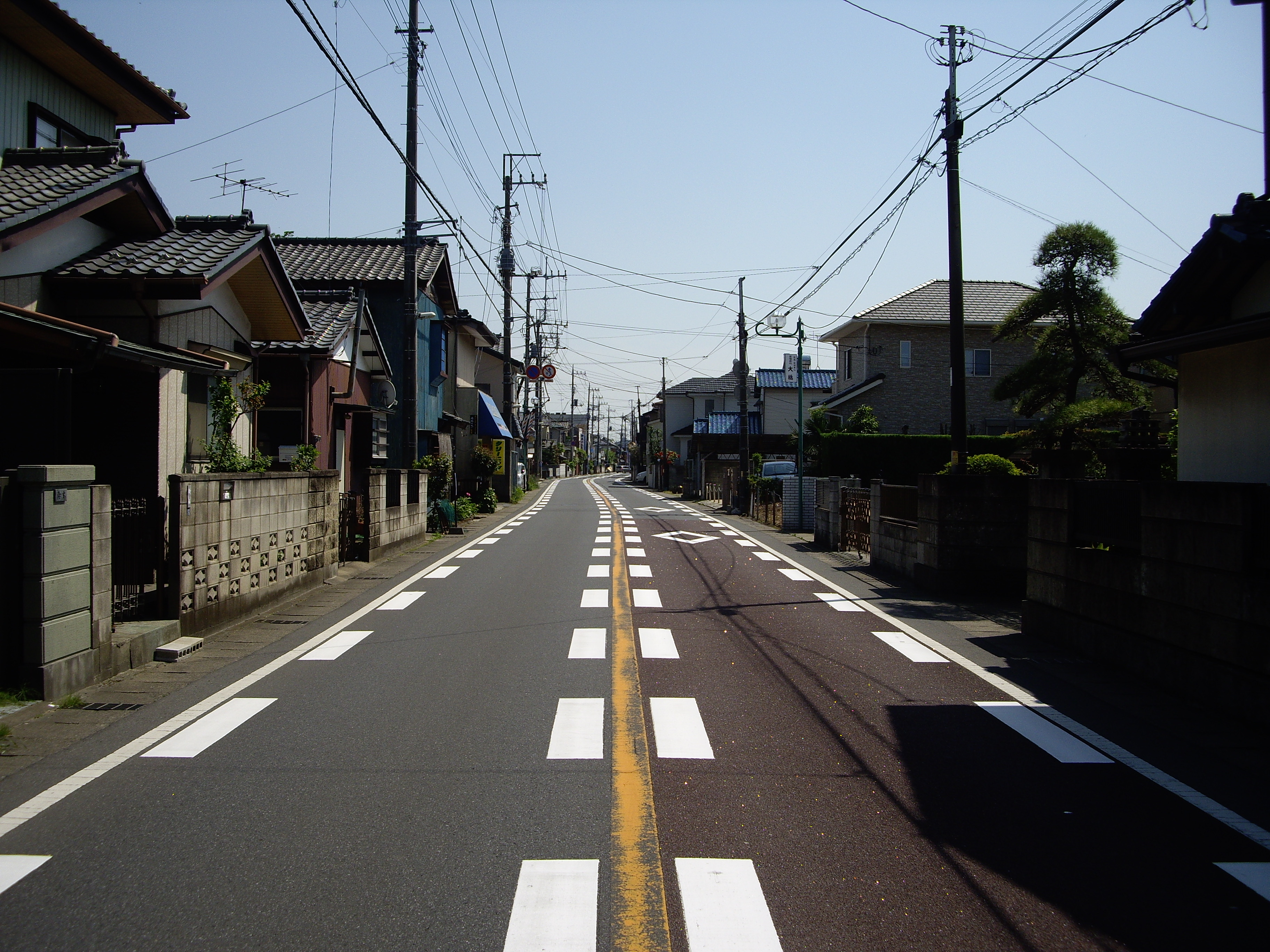
加六丁目（加岸）

加（か）は、千葉県流山市の地名。現行行政地名は加一丁目から加六丁目と大字加。郵便番号は加一丁目～六丁目、大字加ともに270-0176。

## 地理
流山市南部に位置する。平和台、流山と共に流山市の行政上の中心地。江戸川沿いの地区（加岸）と、台地上の地区（加台、現在の平和台地区も含む）に分かれる。加岸は河岸として栄え、隣接の根郷とその南に続く宿（現在はいずれも流山市流山）とともに、古くからの流山の市街地（流山本町）を形成している。
地域内には1965年（昭和40年）～1975年（昭和50年）にかけて組合施行によって区画整理された地域、1983年（昭和58年）～1997年（平成9年）にかけて東急不動産によって区画整理された地域｢流山美しが丘｣があり、全域が住宅街となっている。
一丁目に市立流山北小学校、流山市文化開館、流山市立博物館、三丁目に市立南部中学校、三丁目に千葉興業銀行南流山支店加台出張所、四丁目に流山加台郵便局がある。
東は市野谷、西は埼玉県三郷市田中新田、南は平和台、北は三輪野山と接している。

### 地名の由来
1889（明治22）年、葛飾郡加村が葛飾郡流山町はじめ全5町村で合併し、新設の流山町となった。この際、もとの加村から村の字を外し、加となった。物珍しい地名のため、たびたび話題に上る。
詳しくは、下記の沿革を参照。

### 地価
住宅地の地価は、2015年（平成27年）1月1日の公示地価によれば、加4丁目1番11外の地点で11万3000円/m2となっている。

## 沿革
- 1869年（明治2年）　府藩県三治制により葛飾県葛飾郡加村となり、葛飾県の県庁所在地となる（県名は加村が葛飾郡に属していたことによる）。
- 1871年（明治4年） 廃藩置県により印旛県葛飾郡加村となる。
- 1873年（明治6年） 県の統合及び、郡の分割により千葉県葛飾郡加村となる。
- 1889年（明治22年） 葛飾郡流山町、鰭ケ崎村、西平井村、木村、三輪野山村と合併し、新設の東葛飾郡流山町大字加となる。
- 1951年（昭和26年）4月1日 八木村、新川村と合併し、東葛飾郡江戸川町大字加となる。
- 1952年（昭和27年）1月1日　江戸川町が流山町に改称。再び、東葛飾郡流山町大字加となる。
- 1967年（昭和42年）1月1日 市制施行により、流山市大字加となる。
- 1997年（平成9年）5月31日 大字加より加一丁目～加四丁目を新設する。
- 1998年（平成10年）2月2日 大字加より加五丁目、加六丁目を新設する。

## 町名の変遷
| 実施後   | 実施年月日                     | 実施前（各大字ともその一部）                                                                                     |
| -------- | ------------------------------ | --- |
| 加一丁目 | 平成9年5月31日、平成10年2月2日 | 大字加字町畑・字北谷津・字坂ノ下の各一部（H9）、加字坂ノ下（H10）                                                |
| 加二丁目 | 平成9年5月31日                 | 大字加字町畑・字坂ノ下・字中割・字若宮・字北谷津・字東割の各一部、平和台五丁目の一部、大字市野谷字地蔵谷ツの一部 |
| 加三丁目 | 平成9年5月31日                 | 大字加字若宮・字北谷津・字町畑の各一部、大字市野谷字地蔵谷ツの一部、大字三輪野山字八重塚の一部                   |
| 加四丁目 | 平成9年5月31日、平成10年2月2日 | 大字加字北谷津・字坂ノ下・字八重塚、大字三輪野山字八重塚の各一部（H9）、大字加字八重塚の一部（H10）              |
| 加五丁目 | 平成10年2月2日                 | 大字加字八重塚・字上西割の各一部                                                                                 |
| 加六丁目 | 平成10年2月2日                 | 大字加字坂ノ下・字下西割・字上西割の各一部、流山一丁目の一部                                                     |

## 世帯数と人口
2017年（平成29年）11月1日現在の世帯数と人口は以下の通りである。
| 大字・丁目 | 世帯数    | 人口    |
| ---------- | --------- | ------- |
| 加         | 56世帯    | 117人   |
| 加一丁目   | 778世帯   | 1,941人 |
| 加二丁目   | 461世帯   | 1,055人 |
| 加三丁目   | 757世帯   | 1,784人 |
| 加四丁目   | 508世帯   | 1,232人 |
| 加五丁目   | 185世帯   | 433人   |
| 加六丁目   | 355世帯   | 716人   |
| 計         | 3,100世帯 | 7,278人 |

## 小・中学校の学区
市立小・中学校に通う場合、学区は以下の通りとなる。
| 大字・丁目 | 番地                                  | 小学校                     | 中学校                     |
| ---------- | ------------------------------------- | -------------------------- | -------------------------- |
| 加         | 499番地の3・8 501番地の1 513～529番地 | 流山市立おおたかの森小学校 | 流山市立おおたかの森中学校 |
| 加         | その他                                | 流山市立流山北小学校       | 流山市立南部中学校         |
| 加一丁目   | 全域                                  | 流山市立流山北小学校       | 流山市立南部中学校         |
| 加二丁目   | 全域                                  | 流山市立流山北小学校       | 流山市立南部中学校         |
| 加三丁目   | 全域                                  | 流山市立流山北小学校       | 流山市立南部中学校         |
| 加四丁目   | 全域                                  | 流山市立流山北小学校       | 流山市立南部中学校         |
| 加五丁目   | 全域                                  | 流山市立流山北小学校       | 流山市立南部中学校         |
| 加六丁目   | 全域                                  | 流山市立流山北小学校       | 流山市立南部中学校         |

## 施設
- 流山市立流山北小学校
- 流山市立南部中学校
- 流山市文化会館
- 流山市立博物館
- 流山加台郵便局
- 千葉興業銀行南流山支店加台出張所